# Aishan Aisha
Aishan Aisha (chiń. upr. 艾山·艾莎; ur. 4 czerwca 1995) – chiński zapaśnik w stylu klasycznym. Zajął 24. miejsce w mistrzostwach świata w 2014 i 2015. Srebrny medalista mistrzostw Azji w 2015 i 2016 roku.